# 와이트리시티
와이트리시티(WiTricity)는 진동 자기장 기반의 공명 유도 결합을 사용하여 무선 전력 전송을 위한 장치를 제조하는 미국의 엔지니어링 기업이다. 미국 매사추세츠주 워터타운에 본사를 두고 있으며 매사추세츠 공과대학교(MIT) 에서 분사하였다. 2007년 마린 소랴치치(Marin Soljačić) 교수에 의해 설립되었다.

## 역사
와이트리시티라는 용어는 2006년 마린 소랴치치가 주도하는 MIT의 프로젝트를 위해 사용되었다. MIT 연구원들은 60센티미터 지름의 2개의 5턴 구리 코일을 사용하여 2미터 거리를 두고 약 45%의 효율성으로 60 와트 전구에 무선으로 전력을 공급할 수 있는 능력을 시연하였다. 코일들은 9.9 MHz(파장 ≈ 30 m)에서 함께 공명하여 동일한 축을 따르도록 설계되었다. 하나는 전원에 유도적으로 연결되었으며 다른 하나는 전구에 연결되었다. 이 구성을 통해 전구의 불빛이 켜졌는데, 심지어는 나무판을 사용하여 시야에 직접 미치지 않더라도 충전이 가능하였다. 연구원들은 60 와트 전구를 3피트 거리에서 약 90% 효율로 전기 공급을 할 수 있도록 만들었다.
이후 와이트리시티는 2007년 매사추세츠 공과대학교(MIT) 교수인 마린 소랴치치에 의해 MIT에서 분사하여 설립되었으며 매사추세츠주 워터타운에 위치하고 있다. 2014년 와이트리시티는 Power Matters Alliance와 합병하여 AirFuel Alliance를 결성하였다. 알렉스 그루젠(Alex Gruzen)은 2014년에 에릭 길러(Eric Giler)의 후임으로서 CEO로 임명되었고 모리스 케슬러(Morris Kesler)가 최고 기술 책임자(CTO)를 맡았다.
2017년부터 와이트리시티는 소비자용 기술 제품보다 전기차를 위한 충전 시스템에 더 집중하기 시작했다. 2018년까지, 와이트리시티는 세계 유수의 10대 기업 중 9개 기업을 포함한 12개 이상의 자동차 회사와 연구 개발 프로젝트를 협력하여 수행했다. 이때의 협력사로는 아우디, 말레 GmbH, 미쓰비시 등이 있었다.
2018년, 와이트리시티는 블룸버그 뉴-에너지 파이낸스에 의해 '뉴-에너지 파이오니어'로 선정되었다. 2019년 2월에는 Qualcomm Halo의 유도 충전 기술에 대한 자산 및 지적 재산권을 인수했다. 인수된 권리에는 기술 설계와 라이선스뿐만 아니라 1,000개 이상의 등록 특허와 출원 중인 특허가 포함되었으며, Qualcomm은 WiTricity의 소액 주주가 되었다. 2020년 말, MIT와 와이트리시티는 펜실베이니아에 본사를 둔 모멘텀 다이내믹스를 상대로 7건의 무선 에너지 전송 특허에 대한 침해 소송을 제기했다.

### 펀딩
2011년 도요타의 투자 이전 와이트리시티는 약 1,500만 달러의 투자를 유치하였다. 2013년 4월까지는 약 4천 5백만 달러의 투자를 유치했다. 2015년과 2018년 추가적인 펀딩 라운드를 통해, 와이트리시티는 총 6,800만 달러를 유치했다. 2019년 초까지는 벤처 캐피털에서 약 8,800만 달러의 투자를 유치하였으며, 투자자 중에는 델타 일렉트로닉스, 폭스콘, 하이얼, 인텔, 슐럼버거, 도요타 등이 있었다.
2020년에, 와이트리시티는 Air Waves Wireless Electricity와 미쓰비시 계열사인 미쓰비시 코퍼레이션(미국)의 추가 참여로 스테이지 1 벤처스가 주도하는 3,400만 달러 규모의 펀딩 라운드를 완료하였다. 해당 펀딩 라운드는 2021년 1월에 1,800만 달러의 투자를 추가적으로 유치하기 위해 연장되었으며 개인 투자자들 중 한 명이었던 토니 파델(Tony Fadell)은 와이트리시티의 자문 위원회에 합류했다.
2022년 8월 와이트리시티는 6,300만 달러를 모금하는 또 다른 자금 펀딩 라운드를 마쳤다. 이 펀딩 라운드는 지멘스가 주도했으며 지멘스는 2022년 6월 초에 2,500만 달러를 투자하고 소수의 회사 지분을 인수했다. 미래에셋금융그룹과 일본 에너지 펀드가 기존 투자자들과 함께 이 라운드에 참여했다.

## 기술
와이트리시티의 기술은 자기 공명을 이용해서 원거리에서 무선으로 전력 전송을 할 수 있게 한다. 충전소에 있는 전자기 코일을 흐르는 교류 전기(AC)는 진동하는 전자기장을 형성한다. 동일한 주파수로 공명하는 또 다른 코일은 전자기장의 에너지를 포착하고, 정류기는 직류 전류(DC)를 배터리 관리 시스템에 전달한다. 이 기술은 돌, 시멘트, 아스팔트, 목재 등 다양한 물질을 관통해서 에너지를 전달하며, 종단간 에너지 효율은 90% 이상으로 유선 충전과 동등한 효율을 낼 수 있다. 2013년부터 2014년까지 전력 출력은 모바일 장치의 경우 10W, 승용 차량의 경우 6kW, 배나 버스의 경우 25kW에 도달했다. WiTricity의 EV 충전 속도는 3.6kW 부터 11kW가 있으며, 이 기술은 버스와 같은 대형 차량용으로 수백 kW까지 확장이 가능하다.

### 이용
와이트리시티는 안지 와이어리스(Anjie Wireless), 델피(Delphi, Aptiv), 인텔, 말레(Mahle), TDK, 도요타, 그리고 저장 VIE(Zhejiang VIE)와 라이선스 계약을 체결했다. 쏘라텍(Thoratec)은 자동으로 충전되는 심장 펌프를 만들기 위해 이 기술의 라이센스를 취득했다. 와이트리시티는 노트북, 휴대폰, TV, 태양광 패널 수신기 등 소비자용 제품에 무선 충전을 시연했다. 또한 험비로 이동 중 야간 투시경 고글이 부착된 전투헬멧에 이 기술을 사용해서 어떻게 무선으로 전력을 공급하는지 보여주었다. 델(Dell)의 2017년에 출시한 노트북 테블릿 Lattitude 7285는 이 기술이 적용된 최초의 상용화된 소비자용 제품이다.
2018년 BMW의 530e iPerformance는 차량 생산 라인에서 무선 충전을 탑재한 최초의 차량이 되었으며, 현대의 코나도 이 기술의 적용을 시연했다. 2019년 1월, 혼다와 와이트리시티는 CES에서 무선 V2G 충전(wireless vehicle-to-grid charging)을 시연했다. 이 기술은 2020년에 이르러 McLaren Speedtail Hyper-GT에도 탑재되었다. 2020년 5월, 중국은 와이트리시티의 기술을 통합한 EV 무선 충전의 국가 표준을 발표했으며, 와이트리시티는 SAE International의 무선 전력 전송을 위한 J2954 표준을 제정하는 데 핵심적인 역할을 했다.

## 같이 보기
- 전자기기 전자파[60]